# Ducato di Opole e Racibórz
Il ducato di Opole e Racibórz fu un ducato indipendente, con sede a Opole, nell'Alta Slesia, compreso entro la lega dei Ducati della Slesia.

## Storia

### Il primo ducato
Il ducato di Racibórz sotto il controllo del duca Miecislao I era stato istituito nel 1173 dalla partizione della Slesia tra i figli del duca Ladislao II l'Esiliato. Il grosso delle terre slesiane attorno a Breslavia erano passate al fratello maggiore di Miecislao, il duca Boleslao I l'Alto, lasciando il fratello minore ben poco soddisfatto. Dopo la morte di Boleslao nel 1201, Mieszko occupò quindi il ducato di Opole, creato per suo nipote ormai morto, Iaroslao (Jarosław), riunendo così formalmente i ducati di Opole e Racibórz. L'erede di Boleslao, il duca Enrico I il Barbuto, aveva rinunciato ai propri diritti, dando così origine alla secolare divisione tra Alta e Bassa Slesia.
I duchi presero la loro residenza nel castello di Opole. Il figlio di Miecislao, Casimiro I di Opole, duca dal 1211, invitò dei coloni tedeschi ad insediarsi nel suo ducato nel corso della Ostsiedlung e garantì loro di mantenere il rispetto delle loro leggi negli insediamenti che avrebbero fondato, tra cui Leśnica, Ujazd, Gościęcin, Biała e Olesno. Dal momento che il successore di Casimiro, il duca Miecislao (Mieszko) il Grasso era ancora minorenne alla morte del padre nel 1230, la reggenza sui ducati venne assunta da suo zio Enrico I il Barbuto il quale tentò di riunificare la Slesia. Nel 1233 Enrico, già Granduca di Polonia, garantì al fratello minore di Mieszko, Ladislao (Władysław Opolski), le terre polacche di Kalisz, private al duca Ladislao Odonic (Władysław Odonic). Ad ogni modo il piano di Enrico di emarginare sempre più il nipote fallì: quando Miecislao II raggiunse la maggiore età prese il controllo dell'intero ducato di Opole-Racibórz, malgrado i reclami esibiti dall'erede di Enrico, il granduca Enrico II il Pio. I territori polacchi vennero infine persi dal duca Przemysł I nel 1249.
Nel 1246 Miecislao II venne succeduto da suo fratello Ladislao, il quale iniziò ad interferire nella politica europea: dapprima supportò re Bela IV d'Ungheria nel suo conflitto con re Ottocaro II di Boemia nella questione sul possedimento dell'Arciducato d'Austria, permettendogli di attaccare tali terre da Troppau. Ad ogni modo, re Ottocaro prevalse e Ladislao cambiò bandiera, combattendo contro suo cugino slesiano il duca Enrico III il Bianco contro re Bela nella Battaglia di Kressenbrunn del 1260. Egli cospirò inoltre con dei nobili polacchi della provincia di Cracovia contro il granduca Boleslao V il Casto portando alla ribellione del 1273. Ladislao non riuscì ad accaparrarsi il trono polacco come aveva progettato, ma privò la Polonia di una buona fetta di territori ad est. Aiutò la liberazione del giovane duca slesiano Enrico IV il Probo dalla prigionia in cui era tenuto, di cui poi sposò la figlia (Costanza?) nel 1280. Ladislao incoraggiò ulteriormente i tedeschi ad insediarsi a Bytom, Lędziny, Cieszyn, Pszów, Żory, Gliwice ed a Wodzisław, quest'ultima località così chiamata in suo onore. Venne inoltre costretto a ricostruire la sua residenza ad Opole che era stata devastata durante l'invasione dei Mongoli nel 1241.
Alla morte di Ladislao nel 1281, i suoi quattro figli si divisero tra loro i territori paterni. Nel 1282 i ducati di Opole e Racibórz vennero ricreati, con Opole che venne assegnato a Bolko, e Racibórz a Przemysław. Queste entità verranno poi suddivise ulteriormente nel 1284 e nel 1290 a creare il Ducato di Bytom (assegnato a Casimiro) ed il Ducato di Cieszyn (assegnato a Mieszko).

### Duchi di Opole e Racibórz
- 1202-1211 — Miecislao I
- 1211-1229/30 — Casimiro I di Opole
- 1229/30-1246 — Miecislao II il Grasso
- 1246-1280/1 — Ladislao I di Opole
- 1281/2 - 1284 — diviso tra Casimiro di Bytom, Bolko I di Opole, Przemysław di Racibórz e Mieszko I di Teschen

## Il secondo ducato

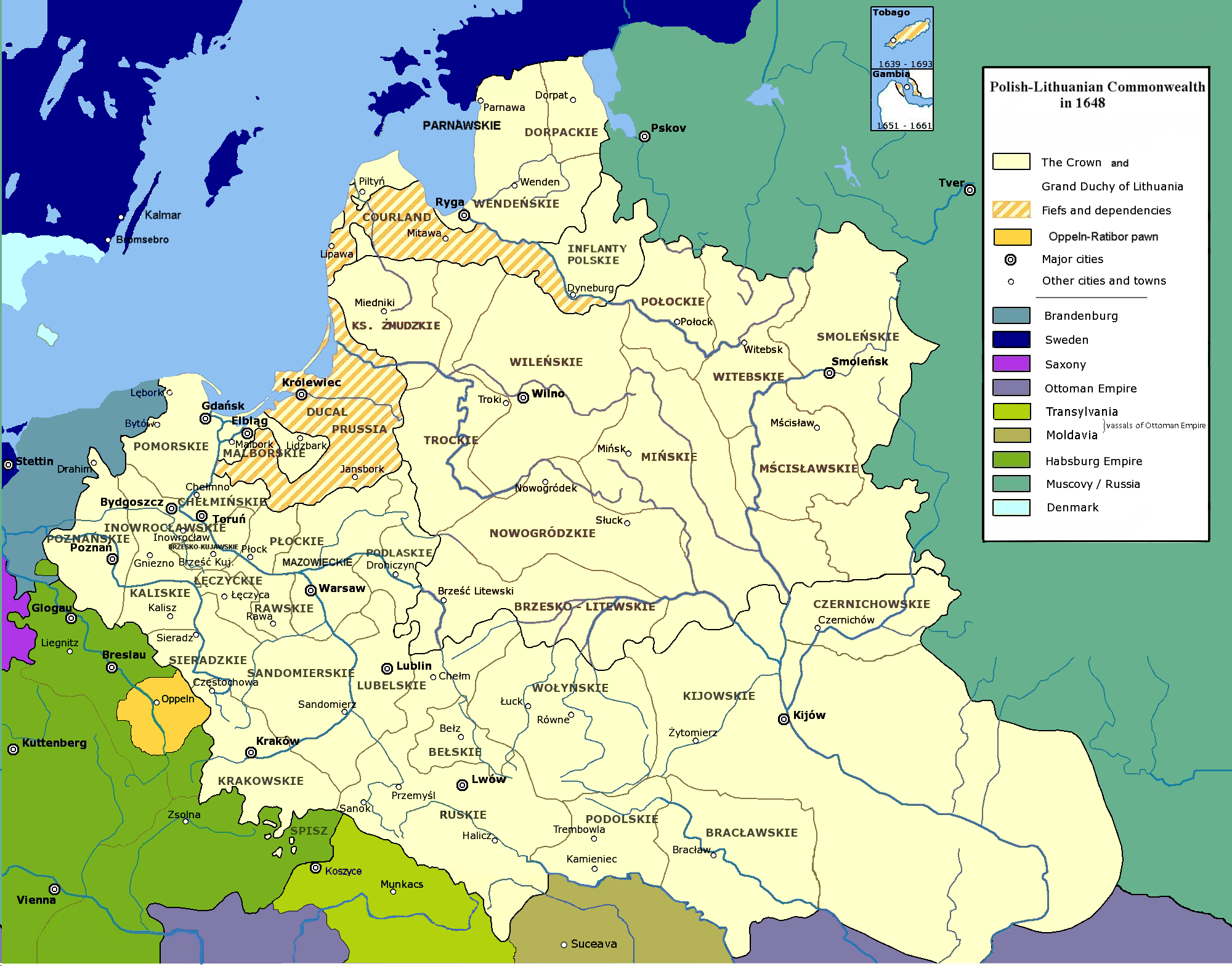
La Confederazione Polacco-Lituana nel 1648. Il ducato di Opole e Racibórz è indicato in giallo (ad ovest)

Nel 1521 il ducato venne ricreato dall'ultimo Piast di Slesia, Giovanni II il Buono. Giobanni ad ogni modo morì senza eredi nel 1532 e la linea di Opole dei Piast si estinse con lui, e pertanto Opole e Racibórz tornarono come feudi alla Corona di Boemia. Passò quindi al margravio Giorgio di Brandeburgo-Ansbach della dinastia degli Hohenzollern, che aveva siglato un trattato di alleanza con Giovanni nel 1522 e che ottenne poi il consenso del re di Boemia, Ferdinando I d'Asburgo. Dal 1645 al 1666 Opole venne tenuta in pegno dalla dinastia polacca dei Vasa come dote della regina polacca Cecilia Renata, tornando poi agli Asburgo come re di Boemia e dal 1742 venne incorporata definitivamente dal Regno di Prussia.